# Тунтсайоки
Тунтсайоки (фин. Tuntsajoki) — река в Мурманской области России и Лапландии, Финляндия. Сливаясь с рекой Кутсайоки образует Тумчу. Длина 150 км.

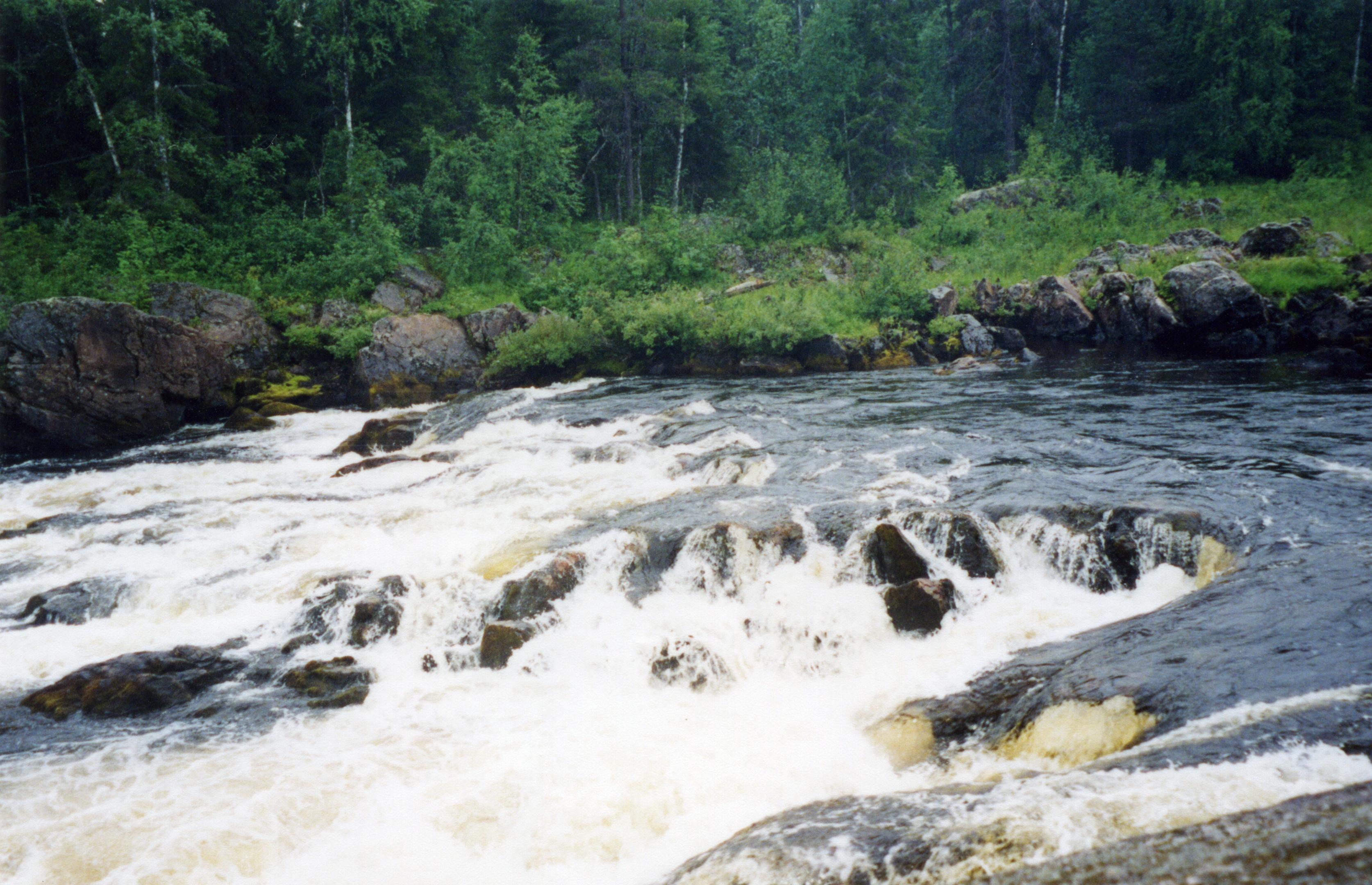
Порог Котёл

Берёт начало в лесах Финляндии, близ российско-финляндской границы в горах Вярриётунтури. Порожиста, протекает по лесной заболоченной местности. Питание в основном снеговое. Основные притоки (от истока к устью): Пеурахара, Пуолугоя, Алиммайнен-Нуолусоя, Яуруккиоя, Соркайоки, Сорсайоки, Кархуоя, Ахвеноя, Миккелиноя, Нятяоя, Ватсиманйоки, Даниловка, Юккуйоки, Кюнсихара, Кутсайоки, Кутуйоки, Ахкиооя, Эньянйоки. Крупнейший приток Ватсиманйоки. На реке расположены финская погранзастава Кутса и российское село Алакуртти.